# Franklin megye (Virginia)
Franklin megye az Amerikai Egyesült Államokban, azon belül Virginia államban található. Megyeszékhelye és legnagyobb városa Rocky Mount. Lakosainak száma 54 477 fő (2020. április 1.). Franklin megye Bedford, Pittsylvania, Henry, Patrick, Floyd és Roanoke megyékkel határos.

## Népesség
A megye népességének változása:
| Lakosok száma | 56 210 | 56 370 | 56 327 | 56 335 | 56 264 | 54 477 |
|               | 2010   | 2011   | 2012   | 2013   | 2015   | 2020   |